# Ashland (Montana)
Ashland (Vóhkoohémâhoéve'ho'éno nella vecchia lingua d'origine) è un census-designated place degli Stati Uniti d'America, nello stato del Montana, nella Contea di Rosebud. Nel 2000 contava 464 abitanti. Fa parte della Northern Cheyenne Indian Reservation.